# Vérité par consensus
Pour les articles homonymes, voir Vérité (homonymie).
En philosophie, la vérité par consensus est une représentation considérée comme fidèle à la réalité parce que faisant consensus.
D'après le philosophe Nigel Warburton, ce n'est pas parce qu'il y a consensus sur une version des faits que cette version est fiable, d'autant que les individus sont crédules, manipulables et enclin à prendre leurs désirs pour des réalités.

## Exemples
- Jury